# Uzbekistán en los Juegos Paralímpicos de Río de Janeiro 2016
Uzbekistán participó en los Juegos Paralímpicos de Río de Janeiro 2016 con un total de 32 deportistas, que compitieron en ocho deportes. El atleta Doniyor Saliev fue el abanderado en la ceremonia de apertura.

## Atletism0

### Campo
| Atleta             | Evento          | Clasificación | Clasificación |
| Atleta             | Evento          | Distancia     | Rank          |
| ------------------ | --------------- | ------------- | ------------- |
| Mavlonbek Haydarov | Shot Put F11-12 | 13'59         |               |

## Medallero
| Medalla           | Nombre                                                            | Deporte                   | Evento                                       | Fecha            |
| ----------------- | ----------------------------------------------------------------- | ------------------------- | -------------------------------------------- | ---------------- |
| Medalla de oro    | Sherzod Namozov                                                   | Judo                      | Hasta 60 kilogramos masculino                | 8 de septiembre  |
| Medalla de oro    | Utkirjon Nigmatov                                                 | Judo                      | Hasta 66 kilogramos masculino                | 8 de septiembre  |
| Medalla de oro    | Jusnidin Norbekov                                                 | Atletismo                 | Lanzamiento de disco - F37 masculino         | 8 de septiembre  |
| Medalla de oro    | Adiljan Tulendibaev                                               | Judo                      | Más de 100 kilogramos masculino              | 10 de septiembre |
| Medalla de oro    | Fotimajon Amilova                                                 | Natación                  | 100 metros braza - SB13 femenino             | 11 de septiembre |
| Medalla de oro    | Firdavsbek Musabekov                                              | Natación                  | 100 metros braza - SB13 masculino            | 11 de septiembre |
| Medalla de oro    | Aleksandr Svechnikov                                              | Atletismo                 | Lanzamiento de jabalina - F12/13 masculino   | 14 de septiembre |
| Medalla de oro    | Nozimajon Kayumova                                                | Atletismo                 | Lanzamiento de jabalina - F12/13 femenino    | 17 de septiembre |
| Medalla de plata  | Kiril Pankov                                                      | Natación                  | 100 metros mariposa - S13 femeninos          | 8 de septiembre  |
| Medalla de plata  | Muslima Odilova                                                   | Natación                  | 100 metros mariposa - S13 masculinos         | 8 de septiembre  |
| Medalla de plata  | Jayitjon Alimova                                                  | Judo                      | Más de 70 kilogramos femeninos               | 10 de septiembre |
| Medalla de plata  | Fotimajon Amilova                                                 | Natación                  | 200 metros combinado individual - SM13       | 10 de septiembre |
| Medalla de plata  | Safiya Burjanova                                                  | Atletismo                 | Lanzamiento de bala - F11/12 femenino        | 14 de septiembre |
| Medalla de plata  | Muslima Odilova                                                   | Natación                  | 50 metros libre - S13 femenino               | 14 de septiembre |
| Medalla de bronce | Sevinch Salaeva                                                   | Judo                      | Hasta 52 kilogramos femenino                 | 8 de septiembre  |
| Medalla de bronce | Muzafar Tursunjujaev                                              | Natación                  | 100 metros mariposa - S13 femeninos          | 8 de septiembre  |
| Medalla de bronce | Fotimajon Amilova                                                 | Natación                  | 100 metros mariposa - S13 masculinos         | 8 de septiembre  |
| Medalla de bronce | Server Ibragimov                                                  | Tiro                      | 10 m pistola de aire de pie - SH1 masculinos | 9 de septiembre  |
| Medalla de bronce | Tursunpashsha Nurmetova                                           | Judo                      | Hasta 63 kilogramos femenino                 | 9 de septiembre  |
| Medalla de bronce | Feruz Sayidov                                                     | Judo                      | Hasta 73 kilogramos masculino                | 9 de septiembre  |
| Medalla de bronce | Doniyor Saliev                                                    | Atletismo                 | Salto de longitud - T12 masculino            | 10 de septiembre |
| Medalla de bronce | Shujrat Boboev                                                    | Judo                      | Hasta 90 kilogramos masculino                | 10 de septiembre |
| Medalla de bronce | Gulruh Rahimova                                                   | Judo                      | Hasta 70 kilogramos femenino                 | 10 de septiembre |
| Medalla de bronce | Shirin Sharipov                                                   | Judo                      | Hasta 100 kilogramos femenino                | 10 de septiembre |
| Medalla de bronce | Shojsanamjon Toshpulatova                                         | Natación                  | 200 metros combinado individual - SM13       | 10 de septiembre |
| Medalla de bronce | Ajror Bozorov                                                     | Levantamiento de potencia | 80 kilogramos masculino                      | 12 de septiembre |
| Medalla de bronce | Dmitriy Horlin                                                    | Natación                  | 400 metros libre - S13 masculino             | 12 de septiembre |
| Medalla de bronce | Miran Sajatov Mansur Abdirashidov Doniyor Saliev Fajridin Jamraev | Atletismo                 | 4 x 100 metros - T11-13 masculino            | 13 de septiembre |
| Medalla de bronce | Jusnidin Norbekov                                                 | Atletismo                 | Lanzamiento de jabalina - F12/13 masculino   | 14 de septiembre |
| Medalla de bronce | Muzafar Tursunjujaev                                              | Natación                  | 50 metros libre - S13 masculino              | 14 de septiembre |
| Medalla de bronce | Shojsanamjon Toshpulatova                                         | Natación                  | 50 metros libre - S13 femenino               | 14 de septiembre |